# Södermanlands runinskrifter 229
Runinskrift Sö 229 är en runsten som står på en privat tomt i Sundsta i Sorunda på Södertörn söder om Stockholm. På samma tomt står också runstenen Sö 230.
De båda stenarna hittades 1888 i dalgången strax söder om Sorunda kyrka när en äldre vägbank genom sankmarken uppodlades. Det är således inte helt säkert att detta varit deras ursprungliga placering, utan de kan ha flyttats dit för att utgöra fyllning till den forna vägbanken. De kan också ha varit brostenar som stått på var sida om utlagda spänger, som förmodligen fanns utlagda över våtmarken redan på vikingatiden.
Stenarnas ristningar är välbevarade tack vare att de legat med runorna nedåt i den sanka marken. Efter att de återupptäcktes flyttades de till Torps dåvarande handelsbod i Sundsta, norr om kyrkan. Handelsboden är nu ett bostadshus.

## Stenen
Runstenen är 180 cm hög, 70–120 cm bred och som bredast på mitten. Den är 25 cm tjock och runhöjden är ungefär nio cm. Ristningen är ornerad med en ormslinga lagd i en cirkel. Inne i slingan finns ett likarmat kristet stavkors. Korsarmarnas mått är 20 x 20 cm.

## Inskriften
Translitterering av runraden:
· katil:biarn : auk : þorbiarn : auk : þorkatil · auk : farmaþr : auk : suain · raistu stain : at · ikulbiaurn · faþur : sin +
Normalisering till runsvenska:
Kætilbiorn ok Þorbiorn ok Þorkætill ok Farmaðr ok Svæinn ræistu stæin at Igulbiorn, faður sinn.
Översättning till nusvenska:
Kättilbjörn och Torbjörn och Torkel och Farman och Sven reste stenen efter Igulbjörn, sin fader.